# Kąty (Radzyń Podlaski)
Kąty – część miasta Radzynia Podlaskiego w Polsce, w województwie lubelskim, w powiecie radzyńskim. Rozpościera się w okolicy ulicy Truskawkowej, w północno-wschodniej części miasta.

## Historia
Dawny folwark Kąty należał w latach 1867–1919 do gminy Biała w powiecie radzyńskim. W Królestwie Polskim przynależał do guberni siedleckiej, a w okresie międzywojennym do woj. lubelskiego. 
13 października 1919 Kąty wyłączono z gminy Biała i włączono go do odzyskującego status miasta Radzynia.